# Benjamín Bouchez
Gral. Benjamín Bouchez fue un militar mexicano que participó en la Revolución mexicana. Alcanzó el grado de general brigadier. En julio de 1913 era teniente coronel de las fuerzas de Pablo González y estaba al frente de sus tres piezas de artillería. Como tal combatió en Hermanas. Al ser muy cercano a Venustiano Carranza, luchó contra la Convención de Aguascalientes.    